# Dhing
Dhing là một thị xã và là nơi đặt ủy ban khu vực thị xã (town area committee) của quận Nagaon thuộc bang Assam, Ấn Độ.

## Địa lý
Dhing có vị trí 26°28′B 92°28′Đ / 26,47°B 92,47°Đ Nó có độ cao trung bình là 58 mét (190 feet).

## Nhân khẩu
Theo điều tra dân số năm 2001 của Ấn Độ, Dhing có dân số 17.841 người. Phái nam chiếm 51% tổng số dân và phái nữ chiếm 49%. Dhing có tỷ lệ 73% biết đọc biết viết, cao hơn tỷ lệ trung bình toàn quốc là 59,5%: tỷ lệ cho phái nam là 78%, và tỷ lệ cho phái nữ là 68%. Tại Dhing, 12% dân số nhỏ hơn 6 tuổi.